# Nacundanachtzwaluw
De Nacundanachtzwaluw (Chordeiles nacunda, synoniem: Podager nacunda) is een vogel uit de familie van de nachtzwaluwen (Caprimulgidae).

## Verspreiding en leefgebied
Deze soort komt wijdverspreid voor in Zuid-Amerika en telt twee ondersoorten:
- C. n. coryi: van noordelijk en oostelijk Colombia en noordelijk Venezuela via Guyana en Suriname tot noordelijk Brazilië.
- C. n. nacunda: van oostelijk Peru en centraal Brazilië tot centraal Argentinië.